# Ricardo Tapia Ibargüengoytia
Ricardo Tapia Ibargüengoytia (Ciudad de México, 6 de febrero de 1940-8 de septiembre de 2021) fue un médico cirujano, bioquímico, investigador, catedrático y académico mexicano. Especializado en el área de las neurociencias, realizó investigaciones sobre la transmisión sináptica química y las enfermedades neurodegenerativas.

## Estudios y docencia
Su padre fue el otorrinolaringólogo Ricardo Tapia Acuña. Cursó la carrera en la Facultad de Medicina de la Universidad Nacional Autónoma de México (UNAM). Inició su tarea como investigador como discípulo de Guillermo Massieu Helguera. En 1969, fue la primera persona en obtener el  doctorado de Bioquímica en la Facultad de Química de la UNAM.[cita requerida]
Comenzó su labor docente impartiendo clases de bioquímica cuando aún era estudiante de medicina, labor que realizó durante más de quince años. Asimismo, impartió la clase de biología molecular. Fue profesor visitante en Argentina, Honduras (Universidad Nacional Autónoma de Honduras), Uruguay y Venezuela (Universidad del Zulia). Impartió cátedra en el Centro de Investigación y de Estudios Avanzados del Instituto Politécnico Nacional (Cinvestav), en la Universidad Autónoma Metropolitana (UAM), en la Universidad de Guanajuato y en la Universidad de Guadalajara.
Realizó estancia sabática en el Departamento de Biología de la Universidad Rice de Houston, en 1967, y otra en la Unidad de Neuropsiquiatría del Concilio de Investigación Médica en Londres, en 1971. Fue investigador visitante en el Departamento de Bioquímica y Biofísica de la Universidad de California en San Francisco, en 1980.[cita requerida]

## Investigador y académico
Realizó investigaciones sobre el papel de la descarboxilasa del ácido glutámico en la liberación del GABA y en la epilepsia, describiendo la presencia de dos formas bioquímicamente distinguibles de esta enzima.  Por otra parte, demostró que en las terminales nerviosas aisladas del sistema nervioso central, la despolarización de la membrana presináptica provoca un incremento en la concentración de calcio iónico en el citoplasma, fenómeno que es determinante en la liberación de neurotransmisores y, por tanto, para el funcionamiento neuronal.
Fue jefe del Departamento de Biología Experimental del Instituto de Biología de la UNAM, a partir del cual fundó el Centro de Investigaciones de Fisiología Celular en 1979. Fue miembro de la Sociedad Mexicana de Bioquímica, de la Sociedad Internacional de Neuroquímica, de la Sociedad Estadounidense de Neuroquímica, de la Academia Nacional de Medicina, de la Academia Mexicana de Ciencias, de la Sociedad Mexicana de Ciencias Fisiológicas, de la Academia de Ciencias de Nueva York y de la Red Latinoamericana de Compuestos Naturales Bioactivos. Fue fundador del Colegio de Bioética, en el 2003. Llegó a ser investigador nacional en excelencia por el Sistema Nacional de Investigadores y miembro del Consejo Consultivo de Ciencias de la Presidencia de la República.

## Obras publicadas
Ha publicado más de 300 artículos para revistas nacionales e internacionales. Ha escrito 23 capítulos para libros colectivos. Ha sido coautor de 5 libros de texto sobre bioquímica y neurobiología, y 1 libro de divulgación científica. Ha publicado artículos científicos y de divulgación para revistas, libros y periódicos. Fue director de la revista Ciencia de la Academia Mexicana de Ciencias de 1977 a 2000. y fue editor ejecutivo de Neurochemistry International.  Ha colaborado en los consejos editoriales de las revistas Journal of Neurochemistry, Neurochemical Research y Archives of Medical Research.  Sus trabajos de investigación han sido citado en más de 3100 ocasiones. Entre algunos de sus títulos se encuentran:
- Temas selectos de Fisiología Celular, coeditor con René Drucker Colín y Antonio Peña, en 1981.
- Regulatory Mechanisms of Synaptic Transmission, coeditor con Carl W. Cotman, en 1981.
- La construcción de la Bioética, en coautoría con Ruy Pérez Tamayo y Rubén Lisker Yourkowitsky en 2007.
- Las células de la mente, obra editada en 5 ocasiones, 1987, 2001, 2003, 2010 y 2012, con un tiraje de 26 000 ejemplares que sirve como libro de texto en la educación preparatoria, por el Fondo de Cultura Económica.

## Premios y distinciones
- Premio Eli Lilly de la Academia Nacional de Medicina en 1972.
- Premio de Ciencias Naturales otorgado por la Academia de la Investigación Científica en 1976.
- Premio Universidad Nacional en el área de Investigación en Ciencias Naturales otorgado por la Universidad Nacional Autónoma de México en 1985.
- Premio Rosenkranz otorgado por el Instituto Syntex, en 1992.
- Investigador Emérito por el Instituto de Fisiología Celular de la UNAM desde 1996.
- Premio Nacional de Ciencias y Artes en el área de Ciencias Físico-Matemáticas y Naturales otorgado por la Secretaría de Educación Pública en 2002.[5]
- Investigador Emérito desde 2000 e Investigador Nacional de Excelencia desde 2003 del Sistema Nacional de Investigadores del Consejo Nacional para la Cultura y las Artes.
- Premio Ciudad Capital Heberto Castillo en Ciencias Básicas, otorgado por el Instituto de Ciencia y Tecnología del Gobierno del Distrito Federal en 2011.[6]